# 이그잼 (2009년 영화)
《이그잼》(영어: Exam)은 2009년 공개된 영국의 심리 스릴러 영화이다.

## 줄거리
구직자들에게 선망의 대상인 한 회사의 입사 시험에 응시하여 최종 단계를 치르게 된 후보자 8명이 한 방에 갇혀 시험지를 푼다. 일견 단순해 보이는 시험 문제 속엔 복잡한 함정이 숨어있고, 곧 극도의 긴장과 갖은 의심 속에서 혼란한 상황이 이어진다.

## 출연
- 존 로이드 필링엄 - 후보 1, 청각 장애인 역
- 제마 챈 - 후보 2, 아시아인 역
- 어다 벡 - 후보 3, 흑발 역
- 폴리애나 매킨토시 - 후보 4, 갈색머리 역
- 루크 메이블리 - 후보 5, 백인 역
- 지미 미스트리 - 후보 6, 갈색 인종 역
- 내설리 콕스 - 후보 7, 금발 역
- 추쿠디 이우지 - 후보 8, 흑인 역
- 콜린 새먼 - 시험 감독관 역
- 크리스 케리 - 경비 역

## 기타 제작진
- 라인 제작: 개러스 언윈
- 협력 제작: 크리스 존스
- 배역: 에마 스타일
- 미술: 패트릭 빌
- 의상: 리베카 고어